# What Is Love? (EP)
What Is Love?  là mini album (EP) thứ năm của nhóm nhạc nữ Hàn Quốc Twice được phát hành vào ngày 9 tháng 4 năm 2018 bởi JYP Entertainment và phân phối bởi Iriver. Album gồm có đĩa đơn cùng tên được sáng tác bởi Park Jin Young. Các thành viên Jeongyeon, Chaeyoung và Jihyo cũng đảm nhận phần viết lời cho 2 ca khúc nằm trong album.
Album đặc biệt tái phát hành của What Is Love? mang tên Summer Nights sẽ phát hành vào ngày 9 tháng 7 năm 2018.

## Bối cảnh và phát hành

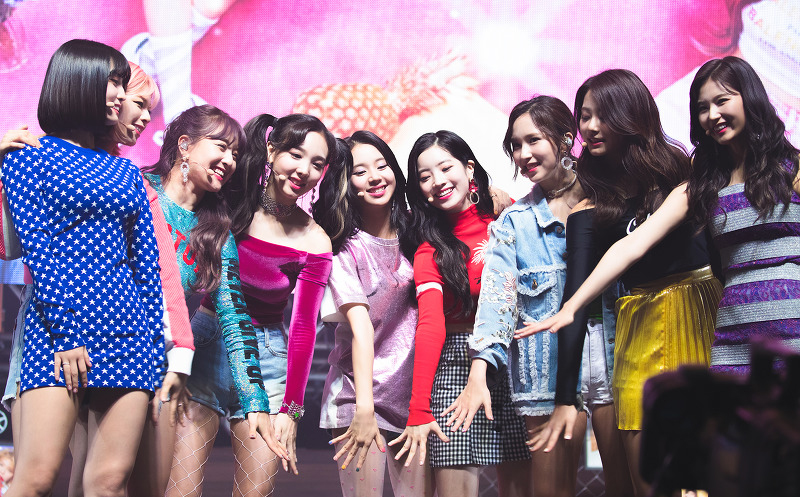
Twice tại showcase quảng bá What Is Love? vào ngày 29 tháng 4 năm 2018

Ngày 26 tháng 2 năm 2018, JYP Entertainment đã xác nhận Twice đang lên kế hoạch cho việc ra mắt một album tiếng Hàn mới vào tháng 4. Ngày 25 tháng 3, phía công ty đưa ra thông báo Twice sẽ phát hành EP thứ năm của họ mang tên What Is Love? vào ngày 9 tháng 4. Bức ảnh teaser của nhóm cũng đã được đăng tải trực tuyến vào ngày hôm sau.
Mini album đã được phát hành dưới dạng tải nhạc số trên các trang nhạc trực tuyến vào ngày 9 tháng 4 trong khi đĩa cứng lại phát hành sau đó một ngày. "Stuck" trước đó là bài hát chỉ có trên phiên bản album, sau đó cũng đã được phát hành trên các trang nhạc số vào ngày 30 tháng 4.

## Hiệu suất thương mại
Tại Hàn Quốc, album ra mắt tại vị trí á quân trên bảng xếp hạng Gaon Album Chart trong khi ca khúc chủ đề đứng ở vị trí quán quân bảng xếp hạng Gaon Digital Chart. Cả EP và ca khúc chủ đề của nó đều lần lượt gia nhập vào Bảng xếp hạng Billboard World Albums và World Digital Songs tại vị trí số 3. What Is Love? cũng là album đầu tiên của Twice lọt vào bảng xếp hạng Billboard Independent Albums được xếp ở vị trí thứ 13.

## Danh sách bài hát
| STT              | Nhan đề          | Phổ lời                   | Phổ nhạc | Biên khúc | Thời lượng |
| ---------------- | ---------------- | ------------------------- | --- | --- | ---------- |
| 1.               | "What Is Love?"  | J.Y. Park "The Asiansoul" | J.Y. Park "The Asiansoul"                                                                                      | Lee Woo-min "collapsedone"                                                                                     | 3:28       |
| 2.               | "Sweet Talker"   | Jeongyeon Chaeyoung       | Erik Lidbom MLC Julie Yu                                                                                       | Erik Lidbom for Hitfire Production                                                                             | 3:27       |
| 3.               | "Ho!"            | Jihyo                     | Micky Blue The Elev3n Joren Van Der Voort                                                                      | The Elev3n | 3:09       |
| 4.               | "Dejavu"         | Chloe                     | Hayley Aitken Jan Hallvard Larsen Eirik Johansen Anne Judith Stokke Wik Ronny Vidar Svendsen Nermin Harambašić | Hayley Aitken Jan Hallvard Larsen Eirik Johansen Anne Judith Stokke Wik Ronny Vidar Svendsen Nermin Harambasic | 3:16       |
| 5.               | "Say Yes"        | Monotree                  | Monotree | Monotree | 3:02       |
| 6.               | "Stuck"          | Galactika                 | Frants Valeria Del Prete Sean Alexander                                                                        | Frants Avenue 52                                                                                               | 3:38       |
| Tổng thời lượng: | Tổng thời lượng: | Tổng thời lượng:          | Tổng thời lượng:                                                                                               | Tổng thời lượng:                                                                                               | 20:06      |

## Sản xuất nội dung
Công trạng được ghi nhận tại nguồn ghi chú trên đĩa mở rộng.

### Địa điểm
Thu âm
- JYPE Studios, Seoul, Hàn Quốc

Hoà âm phối khí
- Mirrorball Studios, North Hollywood, California
- JYPE Studios, Seoul, Hàn Quốc
- Koko Sound, Seoul, Hàn Quốc
- Studio Instinct, Seoul, Hàn Quốc
- 821 Sound, Seoul, Hàn Quốc

Giám chế
- 821 Sound Mastering, Seoul, Hàn Quốc

Nhiếp ảnh
- Cửa hàng cao cấp "Velyne", Seoul, Hàn Quốc

### Nhân sự
- J. Y. Park "The Asiansoul" – nhà sản xuất
- Lee Ji-young – chỉ đạo và phối hợp (A&R)
- Jang Ha-na – âm nhạc (A&R)
- Kim Yeo-joo (Jane Kim) – âm nhạc (A&R)
- Kim Ji-hyeong – nhà sản xuất (A&R)
- Cha Ji-yoon – nhà sản xuất (A&R)
- Choi A-ra – nhà sản xuất (A&R)
- Kim Je-na (Jenna Kim) – nhà sản xuất (A&R)
- Kim Bo-hyeon – thiết kế (A&R), chỉ đạo và thiết kế album
- Kim Tae-eun – thiết kế (A&R), chỉ đạo và thiết kế album, và thiết kế web
- Choi Jeong-eun – thiết kế (A&R), chỉ đạo và thiết kế album
- Lee So-yeon – thiết kế (A&R), chỉ đạo và thiết kế album, và thiết kế web
- Eom Se-hee – kỹ sư thu âm và hoà âm
- Choi Hye-jin – kỹ sư thu âm và hoà âm
- No Min-ji – kỹ sư thu âm
- Lee Ju-hyeong – kỹ sư thu âm, và chỉ đạo giọng hát, keyboard, điều hành Pro Tools và biên soạn kĩ thuật số (cho ca khúc "Say Yes")
- Friday of Galactika – kĩ sư thu âm, nhà sản xuất giọng hát và giọng nền (cho ca khúc "What Is Love?" và "Stuck")
- Tony Maserati – kỹ sư hoà âm
- James Krausse – kỹ sư hoà âm
- Lim Hong-jin – kỹ sư hoà âm
- Ko Hyeon-jeong – kỹ sư hoà âm
- Master Key – kỹ sư hoà âm
- Kwon Nam-woo – kỹ sư giám sát
- Naive Production – đạo diễn MV
- Kim Young-jo – nhà sản xuất điều hành MV
- Yoo Seung-woo – nhà sản xuất điều hành MV
- Choi Pyeong-gang – đồng sản xuất MV
- Jang Deok-hwa tại Agency PROD – nhiếp ảnh gia
- Seo Yeon-ah – thiết kế web
- Son Eun-hee tại Lulu – chỉ đạo làm tóc và trang điểm
- Jung Nan-young tại Lulu – chỉ đạo làm tóc và trang điểm
- Choi Ji-young tại Lulu – chỉ đạo làm tóc và trang điểm
- Jo Sang-ki tại Lulu – chỉ đạo làm tóc và trang điểm
- Zia tại Lulu – chỉ đạo làm tóc và trang điểm
- Jeon Dal-lae tại Lulu – chỉ đạo làm tóc và trang điểm
- Won Jung-yo tại Bit&Boot – chỉ đạo trang điểm
- Choi Su-ji tại Bit&Boot – chỉ đạo trang điểm
- Choi Hee-seon tại F. Choi – chỉ đạo style
- Seo Ji-eun tại F. Choi – chỉ đạo style
- Lee Ga-young tại F. Choi – chỉ đạo style
- Lee Jin-young tại F. Choi – chỉ đạo style
- Park Soo-young tại F. Choi – chỉ đạo style
- Park Jin-hee tại F. Choi – chỉ đạo style
- Han Jin-joo tại F. Choi – chỉ đạo style
- Shin Hyun-kuk – giám đốc quản lý và tiếp thị
- Yoon Hee-so – biên đạo nhảy
- Kang Da-sol – biên đạo nhảy
- Kyle Hanagami – biên đạo nhảy
- Freemind Choi Young-joon – biên đạo nhảy
- Freemind Chae Da-som – biên đạo nhảy
- Choi Nam-mi – biên đạo nhảy
- Today Art – tô màu
- Lee Woo-min "collapsedone" – nhạc cụ, lập trình máy tính, guitar, synths và piano (trong "What Is Love?")
- E.Na – giọng nền (cho ca khúc "What Is Love?" và "Stuck")
- Park Soo-min – giọng nền (cho ca khúc "What Is Love?", "Sweet Talker" và "Ho!")
- Erik Lidbom – nhạc cụ, lập trình máy tính và biên soạn kĩ thuật số (cho ca khúc "Sweet Talker")
- Armadillo – chỉ đạo giọng hát (cho ca khúc "Sweet Talker")
- Jiyoung Shin NYC – hỗ trợ biên soạn (cho ca khúc "Sweet Talker", "Ho!", và "Dejavu")
- The Elev3n – nhạc cụ, lập trình máy tính và biên soạn kĩ thuật số (cho ca khúc "Ho!")
- Kim Seung-soo – chỉ đạo giọng hát (cho ca khúc "Ho!")
- Mental Audio (Eirik Johansen và Jan Hallvard Larsen) – nhạc cụ và lập trình máy tính (cho ca khúc "Dejavu")
- Hayley Aitken – giọng nền (cho ca khúc "Dejavu")
- Anne Judith Wik – giọng nền (cho ca khúc "Dejavu")
- Jowul – chỉ đạo giọng hát (cho ca khúc "Dejavu")
- Jeon Jae-hee – giọng nền (cho ca khúc "Say Yes")
- Jeok Jae – guitar (cho ca khúc "Say Yes")
- Kim Byeong-seok – bass (cho ca khúc "Say Yes")
- Frants – nhạc cụ, lập trình máy tính, synth, bass, và trống (cho ca khúc "Stuck")
- Shane – guitar (cho ca khúc "Stuck")

## Bảng xếp hạng
| BXH (2018)                        | Thứ hạng cao nhất |
| --------------------------------- | ----------------- |
| Japan Hot Albums (Billboard)      | 10                |
| Japanese Albums (Oricon)          | 2                 |
| Japanese Digital Albums (Oricon)  | 3                 |
| South Korean Albums (Gaon)        | 2                 |
| US Heatseekers Albums (Billboard) | 13                |
| US Independent Albums (Billboard) | 35                |
| US World Albums (Billboard)       | 3                 |

| BXH (2018)                 | Thứ hạng |
| -------------------------- | -------- |
| Japanese Albums (Oricon)   | 58       |
| South Korean Albums (Gaon) | 10       |

## Chứng nhận
| Quốc gia                                  | Chứng nhận | Số đơn vị/doanh số chứng nhận |
| ----------------------------------------- | ---------- | ----------------------------- |
| Hàn Quốc (Gaon)                           | Platinum   | 250,000^                      |
| ^ Chứng nhận dựa theo doanh số nhập hàng. |            |                               |

## Giải thưởng
| Năm  | Giải thưởng                 | Hạng mục                        | Kết quả   | Ref.   |
| ---- | --------------------------- | ------------------------------- | --------- | ------ |
| 2019 | 33rd Golden Disc Awards     | Album Daesang                   | Đề cử     | [ 20 ] |
| 2019 | 33rd Golden Disc Awards     | Album Bonsang                   | Đoạt giải | [ 20 ] |
| 2019 | 8th Gaon Chart Music Awards | Album of the Year – 2nd Quarter | Đề cử     | [ 21 ] |

## Lịch sử phát hành
| Khu vực     | Thời gian           | Định dạng   | Nhà phân phối            | Chú thích. |
| ----------- | ------------------- | ----------- | ------------------------ | ---------- |
| Toàn cầu    | 9 tháng 4 năm 2018  | tải nhạc số | JYP Entertainment Iriver | [ 22 ]     |
| South Korea | 9 tháng 4 năm 2018  | tải nhạc số | JYP Entertainment Iriver | [ 4 ]      |
| South Korea | 10 tháng 4 năm 2018 | CD          | JYP Entertainment Iriver | [ 23 ]     |